# Saison des tempêtes hivernales en Europe de 2018-2019
La saison des tempêtes hivernales en Europe de 2018-2019 désigne l'apparition de cyclones extratropicaux en Europe. Les noms donnés sont supervisés par les services météorologiques en Irlande (Met Éireann), au Royaume-Uni (Met Office), en France (Météo-France), en Espagne (AEMet), et au Portugal (IPMA).
La plupart des cyclones extratropicaux en Europe se forment entre septembre et mars.

## Noms des tempêtes

### Irlande et Royaume-Uni
| Noms pour le groupe : Irlande / Royaume-Uni | Noms pour le groupe : Irlande / Royaume-Uni                             | Noms pour le groupe : Irlande / Royaume-Uni                |
| --- | ----------------------------------------------------------------------- | ---------------------------------------------------------- |
| - Ali (19 septembre 2018) - Bronagh (20-21 septembre 2018) - Callum (12-13 octobre 2018) - Deirdre (15-xx décembre 2018) - Erik (xx janvier 2019) - Freya (xx mars 2019) - Gareth (xx mars 2019) | - Hannah (26-27 avril 2019) - Idris - Jane - Kevin - Lily - Max - Niamh | - Oliver - Peggy - Ross - Saoirse - Tristan - Violet - Wyn |

### France, Espagne et Portugal
C'est la seconde année que les agences météorologiques de France, d'Espagne et du Portugal nomment des tempêtes qui affectent leurs régions. Ce schéma de noms recoupe partiellement celui utilisé par le Royaume-Uni et l'Irlande, car les tempêtes désignées par l'autre groupe d'agences seront utilisées réciproquement.
| Noms pour le groupe : Espagne / France / Portugal, | Noms pour le groupe : Espagne / France / Portugal, | Noms pour le groupe : Espagne / France / Portugal,          |
| --- | --- | ----------------------------------------------------------- |
| - Adrian (28-30 octobre 2018) - Beatriz (9 novembre 2018) - Carlos (16-18 novembre 2018) - Diana (27-28 novembre 2018) - Etienne (4 décembre 2018) - Flora (13 décembre 2018) - Gabriel (28-30 janvier 2019) | - Helena (30 janvier 2019) - Isaias (9 février 2019) - Julia (18 février 2019) - Kyllian (21 février 2019) - Laura (5 mars 2019) - Miguel (7 juin 2019) - Nicole | - Oscar - Patricia - Roberto - Sara - Teo - Vanessa - Walid |

## Tempêtes majeures
Ci-dessous sont indiquées les tempêtes qui ont fait l'objet d'une attribution de nom, selon les critères des agences irlando-britannique (« windstorms with potential for significant land-based wind impacts » et « all severe wind events giving rise to status Orange or status Red weather warnings will be named »), ou « has the potential to cause an amber 'be prepared' or red 'take action' warning ») ou franco-hispano-portugaise (vigilance vent au moins de niveau orange).
Seul le nom attribué par ces entités est utilisé dans les titres. En complément, le nom attribué par d'autres entités est également mentionné.

### Ex-ouraganHelene

Boucle satellitaire, des 16 et 17 septembre 2018, de l'ex-ouragan Helene.

L'ex-ouragan Helene est devenue une tempête post-tropicale avant d'arriver en Grande-Bretagne et en Irlande le 17 septembre. La dépression donna des rafales à 50 milles par heure (80 km/h), moins que la prévision.

### TempêteAli

Boucle satellitaire, le 19 septembre 2018, de la tempête Ali.

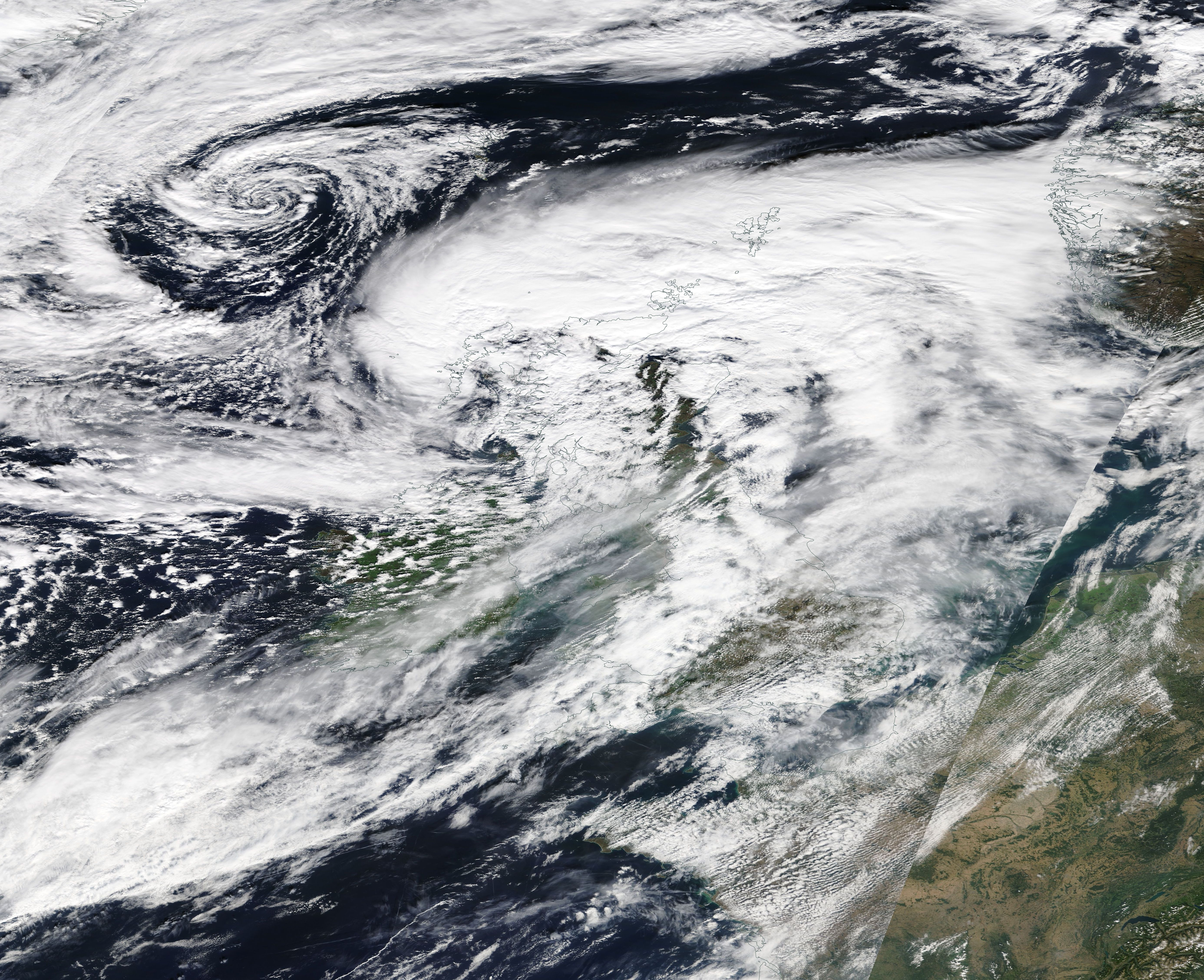
Image satellitaire, le 19 septembre, de la tempête Ali.

Le 18 septembre 2018, les services britannique (Met Office) et irlandais (Met Éireann) ont conjointement attribué le nom Ali (alias Dorcas,)
à la dépression se déplaçant au nord des îles britanniques.
Le 18 septembre 2018 une forte perturbation vient de passer sur l’Irlande et touche l’Écosse avec des vents jusqu’à 164 km/h au pont routier du Tay. La pression minimale fut de 967 hPa. La tempête s'est ensuite dirigée vers la Norvège.
Plus de 286 000 clients ont perdu le courant électrique et deux décès furent signalés.

### TempêteBronagh

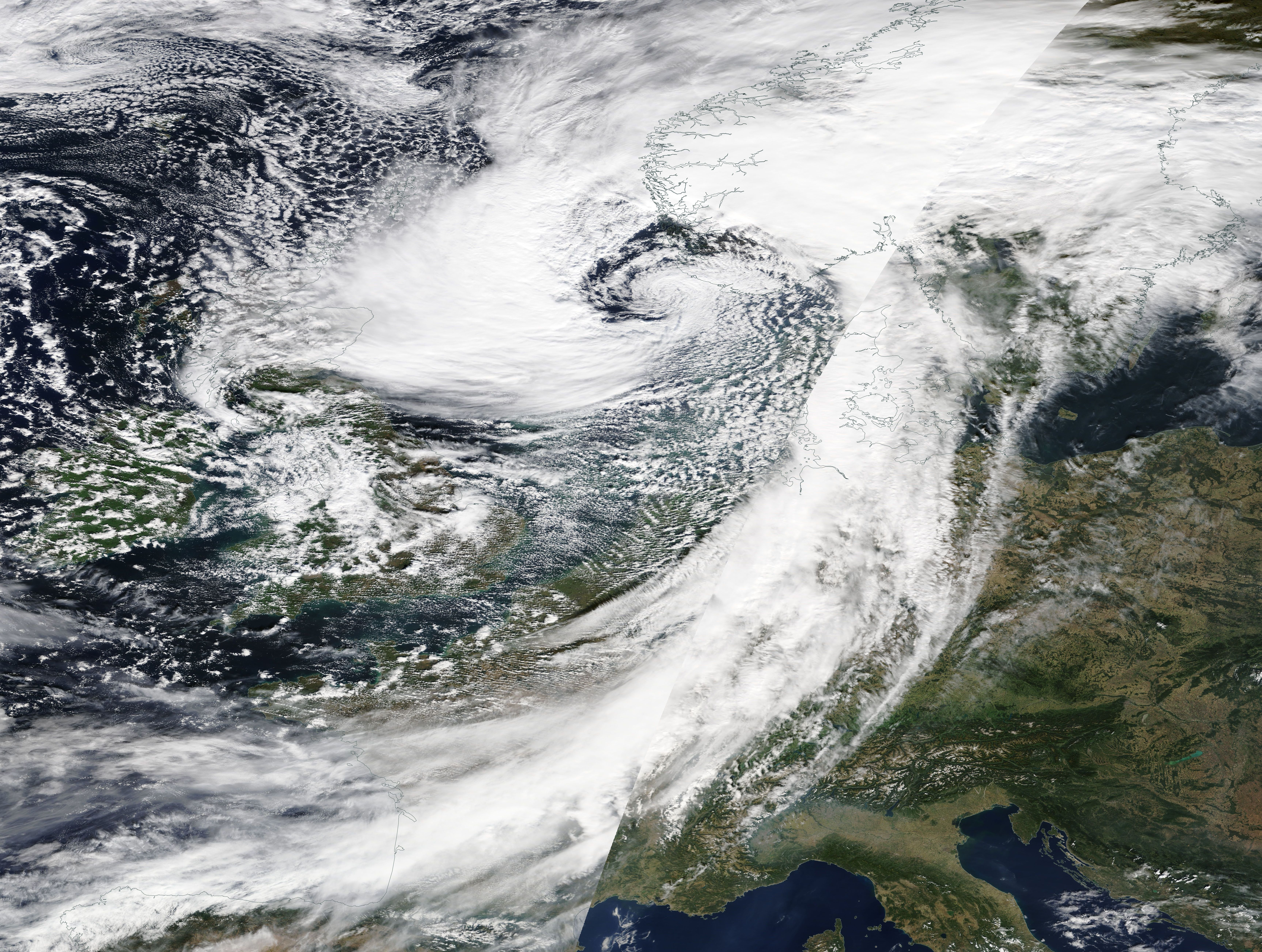
Image satellitaire, le 21 septembre, de la tempête Bronagh.

Le 20 septembre 2018, le service britannique Met Office a attribué le nom Bronagh
(alias Elena,,
alias Knud,)
à la dépression devant traverser les îles britanniques, du sud-ouest vers le nord-est, pour se diriger vers la scandinavie.

### TempêteCallum

Boucle satellitaire, du 11 octobre 2018 au 12 octobre (UTC), de la tempête Callum.

Le 10 octobre 2018, le service irlandais Met Éireann a attribué le nom Callum
(alias Nevine,)
à la dépression approchant les côtes ouest de l'Irlande, pour se diriger vers l'Islande.

### Ex-ouraganLeslie

Boucle satellitaire, du 12 octobre 2018 18:00 au 14 octobre 00:00 UTC, de l'ex-ouragan Leslie, en direction nord-est vers le Portugal.

La tempête subtropicale Leslie a été nommée par le NHC le 23 septembre 2018. En errance entre les Açores et les Bermudes, Leslie a été promue au rang d'ouragan de catégorie 1 le 3 octobre, puis rétrogradée en tempête subtropicale, puis de nouveau réévaluée en ouragan le 10 octobre. Leslie est passé au nord de Madère. Juste avant d’atteindre les côtes portugaises, il devint un cyclone extratropical à 200 km au nord de Lisbonne, se déplaçant vers l'est-nord-est, le 13 octobre à 21 h UTC.
Le 13 octobre 2018, l'agence portugaise de météorologie (IPMA) a émis un avis de vigilance rouge aux pluies intenses, vents violents et mer agitée. Le 13 octobre 2018, la protection civile espagnole a émis une alerte aux pluies intenses et vents violents due à l'entrée de l'ouragan Leslie dans la péninsule ibérique, aux premières heures de la journée de dimanche 14 octobre 2018.
Quand l'ex-Leslie a frappé le Portugal, plus d'un millier d'arbres furent renversés ou cassés par le vent dont les rafales ont atteint 176,4 km/h à Figueira da Foz, le point d'impact à terre. Environ 300 000 clients perdirent le courant électrique. Des lignes électriques ont été jetées au sol et des routes bloquées par les débris, notamment l'autoroute A1 qui traverse le pays. Le 14 octobre, selon le commandant de la protection civile portugaise, la tempête a fait 27 blessés sans gravité et une soixantaine de personnes ont dû être relogées. Le lendemain, un décès fut rapporté et le compte de blessés rehaussé à 28 .
En France, au moins quatorze personnes sont mortes dans des crues soudaines survenues dans l'Aude, et des rafales de vent à 110 km/h furent notées à Sète, avec des orages associés à un front froid quasi-stationnaire alimenté en humidité par les restes Leslie,.

### TempêteAdrian

Boucle satellitaire, du 29 octobre 2018 08:00 au 30 octobre 08:00 UTC, de la tempête Adrian.

Le 28 octobre 2018, le service français Météo-France a attribué le nom Adrian (alias Vaia,) à une dépression se situant en Méditerranée et s'approchant de la Sardaigne, la Corse et l'Italie. Cette dépression s'est développée au sein d'un environnement favorable et instable alors qu'une déformation du courant-jet entre Corse et Sardaigne, lié au pivotement d'une anomalie de basse tropopause, a interagi avec des températures chaudes en surface. Une cyclogénèse classique s'est alors produite, arrivant à maturité dans le courant de la nuit du 29 au 30 octobre.
Remontant depuis la Sardaigne vers le sud-est de la France, puis la Suisse, l'Autriche et l'Allemagne, la tempête Adrian/Vaia a provoqué des victimes et engendré des dégâts dans ces pays.

#### Italie
La protection civile italienne, dans un bulletin daté du 30 octobre 2018, revient sur la tempête « qui a touché presque tout le territoire de la péninsule italienne entre le 28 et le 30 octobre » :
- le bilan tragique des pertes en vies humaines est de huit victimes, dont un pompier engagé dans les activités de sauvetage de la population du Tyrol du Sud. Les autres victimes se trouvent dans le Latium (3), en Campanie (2), une en Vénétie et une en Ligurie ;
- la plupart des victimes ont péri à la suite de chutes d'arbres ayant écrasé des voitures, chutes dues au vent (55 nœuds dans le Latium) ;
- des cours d'eau ont provoqué des inondations, principalement dans le nord-est : l'Adige, le Livenza et le Piave ont débordé à plusieurs endroits ;
- le réseau électrique a été a : jusqu'à 420 000 utilisateurs ont souffert de pannes (145 000 en Vénétie, 100 000 en Lombardie) ;
- l'armée a engagé des personnels du génie, pour venir en soutien aux pompiers à Belluno.

#### France
La perturbation balaie la France du 30 octobre au 1er novembre et particulièrement la Côte d'Azur et la Corse qui sont mises en vigilance croissante par Météo-France. Un premier épisode neigeux a lieu sur le continent dès le 29, puis le 30 des vents violents sont enregistrés en Corse (189 km/h au Cap de Pertusato), et des vagues d'une puissance inhabituelle occasionnent des dégâts. Le resserrement du gradient de pression occasionne d'autres rafales maximales d'une vitesse remarquable : 183 km/h à l'Île-Rousse, 176 km/h à Marignana, 163 km/h à Cagnano et 117 km/h à Ajaccio.
Sur le continent, la perturbation fournit des pluies soutenues et heureusement non stationnaires, souvent dans un régime d'orages. Les cumuls remarquables de précipitations suivants sont observés : 108 mm à Comps-sur-Artuby et 104 mm à Andon. Certaines rivières développent des crues modérées, notamment la Nartuby à Draguignan qui connaît une crue comparable à celle de 2011. Des phénomènes de forte houle et de submersion marine ont lieu à divers endroits du littoral, comme à Nice. Le 31 octobre de nouvelles crues ont lieu en particulier dans le Var, l'Aille atteint 356 m3/s et l'Argens déborde à Roquebrune-sur-Argens.

#### Suisse
- Des vents en rafales de 100 à 130 km/h ont été constatés en plaine au sud des Alpes suisses et dans les Alpes. En montagne, des rafales de 140 à 210 km/h ont été mesurées[22].
- Après des mois de sécheresse, la tempête a provoqué de fortes précipitations le 29 octobre 2018, en Valais au Tessin et dans les Grisons. Plusieurs routes ont été fermées en raison du danger d'avalanches ou de chutes de pierres[23].

#### Autriche
En Autriche, les principaux événements météorologiques, et les principaux dégâts, ont eu lieu dans les lands de Carinthie, Tyrol, Salzbourg et Haute-Autriche.

##### Carinthie
- Les crues de la Drave ont entrainé un affouillement et la rupture d'un mur de soutènement au barrage de Sankt-Martin/Rosegg, laissant une rive effondrée sur 35 m. La sécurité du barrage a été assurée par le renforcement provisoire de la rive avec des rochers[24].
- À Rangersdorf, de nombreux glissements de terrain se sont produits[25].
- Dans la vallée du Gail, deux ponts ont été détruits : l'un à Tresdorf (Kirchbach), l'autre, une passerelle, emporté à Mölbling ; un pont a également été endommagé à Gundersheim (Kirchbach). Dans cette vallée, les routes de desserte et les autoroutes ont été fermées à cause des inondations[25].
- Dans la nuit du 29 au 30 octobre 2018 la vallée de Lesachtal était isolée du monde : les routes étant impraticables, l'électricité et le téléphone étaient coupés. Les nombreux glissements de terrain, les effondrement de remblais et les arbres abattus sur les chaussée ont rendu les accès impossibles. L'autoroute a également subit un effondrement sur plusieurs mètres[26].

### TempêteBeatriz

Boucle satellitaire, du 7 novembre 2018 20:00 au 8 novembre 17:00 UTC, de la tempête Adrian.

Le 6 novembre 2018, le service espagnol AEMet a attribué le nom Beatriz (alias Yaprak,) à une dépression se situant en Atlantique nord, à l'ouest de l'Irlande.

### TempêteCarlos

Boucle satellitaire, du 15 novembre 2018 00:00 au 16 novembre 08:00 UTC, de la tempête Carlos.

Le 14 novembre 2018, le service portugais IPMA a attribué le nom Carlos (alias Cornelia,) à une dépression se situant en Atlantique nord, à l'est de Terre-Neuve, pour une prévision de vents très forts sur les Açores. En complément, AEMet prévoit des pluies abondantes sur l'Espagne samedi 17 novembre 2018 après-midi.

### TempêteDiana

Boucle satellitaire, du 26 novembre 2018 00:00 au 28 novembre 20:15 UTC, de la tempête Diana.

Le 24 novembre 2018, le service portugais IPMA a attribué le nom Diana (alias Gitte,) à une dépression se situant en Atlantique nord, à l'est de Terre-Neuve, pour une prévision de vents très forts sur les Açores. En complément, AEMet prévoit des vents violents dans les régions de l'extrême nord de la péninsule ibérique.

### TempêteEtienne

Boucle satellitaire, du 3 décembre 2018 20:00 au 4 décembre 08:00 UTC, de la tempête Etienne.

Le 2 décembre 2018, le service portugais IPMA a attribué le nom Etienne (alias Luana,) à une dépression se situant au milieu de l'Atlantique nord, entre Terre-Neuve et la Manche.

### TempêteFlora
Le 12 décembre 2018, le service espagnol AEMet a attribué le nom Flora
(alias Nadiia,) à la dépression balayant la péninsule ibérique d'ouest en est le 13 décembre 2018, pour devenir tempête aux environs de l'archipel des Baléares.

### TempêteDeirdre
Le 14 décembre 2018, le service irlandais Met Éireann a attribué le nom Deirdre
(alias Oswalde,) à la dépression se dirigeant vers l'Irlande par le sud-ouest.
La radio-télé publique RTÉ décrit la situation du 15 décembre 2018 en Irlande : un blessé par chute d'arbre à Cork, des inondations dans le sud-est de l'île, des milliers d'habitations et d'entreprises sans alimentation électrique dans l'après-midi (principalement dans le comté de Cork), des routes impraticables ou fermées à cause des inondations (principalement dans le comté de Wexford, comté de Waterford). Les vols entre le Connemara et les îles d’Aran ont été suspendus, des vols entre Cork et Manchester ont été annulés. Les vols ont été maintenus de et vers l'aéroport de Dublin, mais des retards ont cependant été constatés. Des trajets en ferries, entre Dublin et Cherbourg, ont été différés.
Les effets constatés du passage de Deirdre au Royaume-Uni le 15 décembre 2018, comme rapportés par BBC News, sont des chutes de neige jusqu'à 50 cm dans les Highlands, des rafales de vent de 110 km/h au Pays de Galles, et des pluies verglaçantes. Ces conditions météo ont provoqué des chutes d'arbres et des accidents de la circulation. Des routes ont été impraticables : soit elles ont été fermées (pour inondations, vents forts ou arbres arrachés), soit elles ont été bloqués par des véhicules ayant dérapés. Des coupures de courant se sont produites en Écosse (dans l'Aberdeenshire et le Moray, dans l'East Lothian et les Scottish Borders) ainsi qu'au Pays de Galles (essentiellement dans le Pembrokeshire – mais aussi dans le Flintshire, le Powys et le Gwynedd –).
Des avions ont été perturbés lors de leur atterrissage, ou ont du y renoncer.

### TempêteGabriel
Le 28 janvier 2019, le service français Météo-France a attribué le nom Gabriel (alias Oskar) à la dépression se dirigeant vers l'ouest de la France.

### TempêteHelena
Le 30 janvier 2019, le service espagnol AEMet a attribué le nom Helena (alias Pirmin).

### TempêteErik
Le 7 février 2019, le service irlandais Met Éireann a attribué le nom Erik
(alias Thomas).

### TempêteIsaias
Le 9 février 2019, le service français Météo-France a attribué le nom Isaias (alias Uwe).

### TempêteJulia
Le 18 février 2019, le service portugais IPMA a attribué le nom Julia (alias Werner)
à la dépression située entre l'Islande et les Îles Britanniques se dirigeant vers l'Europe du Nord.

### TempêteKyllian
Le 21 février 2019, le service portugais IPMA a attribué le nom Kyllian

### TempêteFreya
Le 1er mars 2019, le service britannique Met Office a attribué le nom Freya (alias Bennet).

### TempêteLaura
Le 5 mars 2019, le service espagnol AEMet a attribué le nom Laura

### TempêteGareth
Le 11 mars 2019, le service irlandais Met Éireann a attribué le nom Gareth (alias Franz).

### TempêteHannah
Le 25 avril 2019, le service irlandais Met Éireann a attribué le nom Hannah (alias Uli).

### TempêteMiguel
Le 5 juin 2019, le service espagnol AEMet a attribué le nom Miguel (alias Ivan). Cette tempête a connu une cyclogénèse explosive. Une pointe de rafales est enregistrée à 128,5 km/h,.
Huit, puis dix départements sont placés en vigilance orange. Un marin et 3 sauveteurs (Société nationale de sauvetage en mer) sur les 7 partis à sa rescousse disparaissent, alors que leur embarcation chavire,. Le président de la République leur rendra hommage en leur remettant la Légion d'Honneur. 
Un homme est gravement blessé par la chute d’un réverbère à Paris.